# Трач Олександер
 Олекса́ндер Тра́ч (*1895, Домбрувкі, Королівство Галичини та Володимирії — †26 вересня 1938, Станиславів, Польща) — український кооператор, громадський діяч, вояк УГА.

## Життєпис
Народився 1895 року в селі Дубрівці (пол. Домбрувкі), що у Надсянні. Випускник Перемиської української гімназії. Після складання шкільного іспиту зрілості був мобілізований до австрійського війська. У складі 10-го  піхотного полку пережив різні страхіття Першої світової війни – від служби на фронті до перебування в таборах для військовополонених у Росії. Дослужився до звання поручника австрійської армії.
Після розпаду Австро-Угорської імперії вступив до лав УГА. Серед іншого, брав участь у перших боях під Перемишлем та Львовом в складі 8-ої Бригади. Також із частинами Української Галицької армії здійснив марш за Збруч. Після поразки в боротьбі за Українську державність зі своїми побратимами знайшов тимчасовий прихисток у Чехословаччині. 
Повернувшись згодом до рідної Галичини, спільно з однодумцями поринув в організацію кооперативного руху в краї. Більше десятка років працював у господарських структурах «Маслосоюзу»: від вересня 1925 р. до жовтня 1926 р. – у Львові, а з листопада 1926 р. і аж до дня своєї смерті – начальником Відділу в Станиславові. Водночас своєю працею причинився до розвитку низки станиславівських громадських організацій. Був довголітнім головою відділення українського гімнастичного товариства «Сокіл» в цьому місті.
Передчасно пішов з життя 26 вересня 1938 року. Похований у Львові на Личаківському цвинтарі.